# Konjugierte Estrogene
Konjugierte Estrogene (auch konjugierte Östrogene oder konjugierte equine Estrogene) sind ein Gemisch von Natriumsalzen verschiedener wasserlöslicher Estrogensulfate. Sie werden für die Hormonersatztherapie (HET) bei Wechseljahresbeschwerden der Frau eingesetzt.

## Eigenschaften
Die konjugierten Estrogene werden aus dem Urin trächtiger Stuten gewonnen oder synthetisch hergestellt. Die beiden Hauptkomponenten sind die Natriumsalze der 3-Sulfatester („Sulfatkonjugate“) des Estrons (52,5–61,5 %) und des Equilins (22,5–30,5 %), die gemäß Arzneibuchspezifikation in Summe 79,5–88,0 % ausmachen. Begleitend sind die Natriumsalze sulfatierter weiterer Estrogene, etwa des 17α-Dihydroequilins (13,5–19,5 %), des 17α-Estradiols (2,5–9,5 %) und des 17β-Dihydroequilins (0,5–4,0 %) enthalten.
Das Stoffgemisch liegt, in einem geeigneten pulverförmigen Verdünnungsmittel dispergiert, als weißes bis bräunliches Pulver vor.
Equilin ist ein bei Pferden vorkommendes Estrogen und für den Menschen nicht physiologisch.

## Anwendung
Die orale Anwendung erfolgt als Monotherapie oder in Kombination mit einem Progestin, z. B. Medrogeston oder mit dem selektiven Estrogenrezeptor-Modulator (SERM) Bazedoxifen.

## Sonstiges
Tierschützer kritisieren die nicht artgerechte Haltung der trächtigen Stuten, die der Gewinnung von konjugierten Estrogenen aus dem Stutenurin dient.
Konjugierte equine Estrogene werden in der HET hauptsächlich (Stand 2017) in den USA verwendet, während in Europa am häufigsten das Estradiol gegeben wird.

## Handelspräparate
Monopräparate (ATC-Code: G03CA57): Presomen (D, a.H.), Premarin (USA, UK, CA)
Kombinationspräparate:
- mit Medrogeston (ATC-Codes: G03FA, G03FB07): Presomen compositum (D, a.H.), Presomen conti  (D, a.H.)
- mit Bazedoxifen (ATC-Code: G03CC07): Duavive (EU),[6] Duavee (USA)

## Regulierung
Über den Safe Drinking Water and Toxic Enforcement Act of 1986 besteht in Kalifornien seit 27. Februar 1987 eine Kennzeichnungspflicht für Produkte, die konjugierte Estrogene enthalten.

## Abgrenzung
Die medizinisch-therapeutisch gemeinte Bezeichnung „Konjugierte Estrogene“ ist abzugrenzen von der unter (bio)chemischen Aspekten gemeinten Bedeutung „Estrogenkonjugate“.